# NSS-7
NSS-7 is een communicatiesatelliet die eigendom is van SES World Skies, sinds 2011 SES S.A. De satelliet is op 16 april 2002 gelanceerd met een AR-44L-variant van de Ariane 4-draagraket.
Het is een hybride Ku- en C-band-telecommunicatiesatelliet met vaste satellietdiensten waaronder videodistributie, internettoegang, bedrijfsnetwerken en vaste diensten zoals telefonie en data. Deze 72 transponders tellende satelliet is gebaseerd op een verbeterde versie van Lockheed Martins A2100AX-satellietbus en opereerde aanvankelijk op 22° westerlengte boven de Atlantische Oceaan en bood dekking voor heel Afrika. In mei 2012 verschoof de satelliet naar 20° westerlengte om de taken van NSS-5 over te nemen.